# Erich Vogler
Erich Karl Vogler (* 2. Dezember 1919 in Radkersburg; † 13. Juli 1997 in St. Radegund bei Graz) war ein österreichischer Arzt, Radiologe und Hochschullehrer.
In den 1940er Jahren war Vogler als Mitglied des Grazer AK auch als Sportler (unter anderem als Leichtathlet oder Feldhandballspieler) erfolgreich.

## Leben
Erich Vogler wurde am 2. Dezember 1919 als Sohn des Gasthofbesitzers Rudolf Vogler (eigentlich Rezső Vogler; * 9. Februar 1884 in Némethidegkút; † 8. November 1954 in Radkersburg) und dessen Ehefrau Stefanie (auch Stephanie oder Stephania geschrieben) Gisela (geborene Konczer; * 22. Februar 1888 in Trautmannsdorf bei Gleichenberg; † 2. Jänner 1956 in Graz) in Radkersburg geboren und am 18. Dezember 1919 auf den Namen Erich Karl getauft. Seine Eltern hatten am 24. Juni 1908 in Radkersburg geheiratet. Die Familie seines Vaters stammte aus dem bis zu 1919 zu Ungarn gehörenden Prekmurje und gehörte der deutschsprachigen Minderheit in diesem Gebiet an. Der Vater betrieb ab 1908 das Gasthaus/Hotel Zur Sonne in der Ungergasse 219 in der Altstadt von Radkersburg. Der Großvater mütterlicherseits war ebenfalls Gastwirt und Hotelier und betrieb in Gleichenberg das Gasthaus Zur Stadt Hamburg, ehe er im bereits genannten Zur Sonne in Radkersburg tätig wurde. Nachdem Stephan Konczer Mitte Jänner 1908 nach einem längeren Nierenleiden an den Folgen eines Schlaganfalls gestorben war, übernahm sein späterer Schwiegersohn das Gasthaus/Hotel. Rudolf Vogler erwarb 1920 eine weitere Gaststätte in Radkersburg und trat neben seiner Gastwirtschaft zudem als Pferdehändler – unter anderem von Rennpferden – in Erscheinung. Erich Vogler hatte mehrere ältere Geschwister, darunter Stefanie „Steffi“ Klara (* 16. August 1909 in Radkersburg; † 28. November 1978 ebenda), der Drogist Friedrich „Fritz“ Rudolf Ferdinand (* 14. September 1910 in Radkersburg; für tot erklärt am 31. Jänner 1956), Rudolf Alexander (* 20. Dezember 1911 in Radkersburg; †⚔ 18. Juni 1944 in Frankreich) oder Georg Karl (* 25. November 1913 in Radkersburg; † 13. Mai 1995 in Zell am See).
Erich Vogler verbrachte seine Kindheit in Radkersburg, absolvierte hier auch seine frühe Schulausbildung und kam im Jahre 1929 ans Realgymnasium nach Graz, das er im Jahre 1937 mit der Matura abschloss. Am 4. Juni 1933 wurde Vogler in Graz gefirmt. Nach der Reifeprüfung legte er seine Wehrpflicht als Einjährig-Freiwilliger – zuerst beim österreichischen Bundesheer und dann bei den Gebirgsjägern der deutschen Wehrmacht – ab. In den 1940er Jahren tat sich Vogler als herausragender Sportler hervor und trat für den Grazer AK in der Leichtathletik und im Feldhandball in Erscheinung. Im Jahr 1941 sicherte er sich mit einer Zeit von 11,3 Sekunden den Österreichischen Meistertitel im 100-Meter-Lauf und wurde 1946 mit der Feldhandballmannschaft des GAK ebenfalls Österreichischer Meister. Am 16. August 1947 stand er bei einem Feldhandball-Länderspiel von Österreich gegen Ungarn zusammen mit seinen GAK-Teamkollegen Erwin Wendl und Alfred Grengg am Spielfeld, als die Österreicher am KAC-Platz mit 8:4 besiegt wurden. Für Vogler dürfte dies der einzige Nationalmannschaftseinsatz seiner Karriere gewesen sein; zumindest schien er kein weiteres Mal in der Liste der Länderspiele der österreichischen Feldhandballnationalmannschaft in den Jahren 1945 bis 1960 auf.
Abseits der Sportlerlaufbahn studierte Vogler während des Zweiten Weltkriegs – unterbrochen durch Fronteinsätze – Medizin an der Universität Graz, an der er im Jänner 1944 zum Doktor der Medizin promovierte. Als Truppenarzt übte er an der Front in Italien seine erste ärztliche Tätigkeit aus und wurde während dieser Zeit durch amerikanische Truppen gefangen genommen. Erst Ende des Jahres 1945 wurde Vogler aus der Kriegsgefangenschaft entlassen und begann in weiterer Folge seine allgemeine medizinische Ausbildung mit einem Schwerpunkt in der pathologischen Anatomie. Unter Friedrich Feyrter wurde er zwei Jahre lang im pathologisch-anatomischen Institut der Universität Graz ausgebildet, wodurch sein Interesse an der morphologischen Diagnostik geweckt wurde. 1949 trat der gebürtige Radkersburger in das Zentralröntgeninstitut des LKH-Universitätsklinikums Graz, dem zu dieser Zeit Anton Leb vorstand, ein. Im Jahr 1956 übernahm Vogler die Nachfolge Lebs als Institutsleiter und wurde 1964 ebenfalls als Lebs Nachfolger zum Vorstand der Universitätsklinik für Radiologie sowie zum Ordinarius für medizinische Radiologie berufen. In seine Zeit als Klinikvorstand fiel die klinische Einführung zahlreicher neuer diagnostischer Verfahren wie etwa die Nuklearmedizin, die digitalen Schnittbildverfahren oder die digitale Subtraktionsangiographie. Aufgrund der Neuanschaffung und Installation der neuen Geräte kam es noch während seines Wirkens zu einem kompletten Umbau eines Großteils der Klinik sowie zum Bau eines eigenen Strahlentherapiezentrums. Außerdem wurde noch zur Zeit seiner Klinikleitung mit der Planung einer Abteilung für pädiatrische Radiologie begonnen.
In den Jahren 1951 und 1952 kam er im Zuge zweier Studienaufenthalte nach Stockholm zum Neuroradiologen Erik Lindgren, bei dem er für seinen weiteren Werdegang wegweisende Erfahrungen sammelte. So erlernte er hier etwa die Techniken der Pneumoenzephalographie und der Karotisangiographie mittels Direktpunktion und erkannte schon bald die Möglichkeiten der von Sven-Ivar Seldinger 1953 publizierten neuen Angiographietechnik, der nach diesem benannten Seldinger-Technik. Noch in den frühen 1950er Jahren führte Vogler mit einfachsten Mitteln selektive angiographische Untersuchungen der Nieren durch und brachte auf Basis seiner Untersuchungen im Jahre 1958 zusammen mit Rudolf Herbst über den Stuttgarter Georg Thieme Verlag die Publikation Angiographie der Nieren heraus. Die Diagnostik peripherer Durchblutungsstörungen sowie die Diagnostik von Nierenerkrankungen mittels selektiver Angiographie zählten zu den Schwerpunkten Voglers zu dieser Zeit. Ebenso besonderes Interesse galt aber auch der Diagnostik des übrigen Harntraktes, worüber er im Jahre 1974 als Herausgeber auch die Monografie Radiologische Diagnostik der Harnorgane veröffentlichte. Weitere Beiträge verfasste er auch für das von H. R. Schinz veröffentlichte Lehrbuch der Röntgendiagnostik.
In späteren Jahren verlagerte sich sein wissenschaftliches Interesse vor allem in Richtung der interventionellen Radiologie, den digitalen Schnittbildverfahren sowie den Möglichkeiten der digitalen Archivierung und Bildkommunikation mit Hilfe von PACS. Diese Themen behandelte er auch bei den von ihm veranstalteten Grazer Radiologischen Symposien. Zeitlebens wurde er für seine wissenschaftlichen Leistungen vielfach geehrt und war beispielsweise Mitglied der Deutschen, Österreichischen und Ungarischen Röntgengesellschaft. Für seine Verdienste um die österreichische Radiologie wurde ihm die nach Guido Holzknecht benannte Guido-Holzknecht-Medaille verliehen.
Seinen Lebensabend verbrachte der als „begeisterter Fischer und großer Tierfreund“ beschriebene Vogler in Graz und starb am 13. Juli 1997 nach längerer schwerer Krankheit im Alter von 77 Jahren in St. Radegund bei Graz. Die letzten Jahre seines Lebens waren von seiner Krankheit geprägt.

## Auszeichnungen und Ehrungen (Auswahl)

### Als Sportler
- Österreichischer Meister in der Leichtathletik (100-Meter-Lauf): 1941 (11,3 Sekunden)
- Österreichischer Meister im Feldhandball: 1946

### Als Radiologe
- Träger der Guido-Holzknecht-Medaille
- Mitglied der
  - Deutschen Röntgengesellschaft
  - Österreichischen Röntgengesellschaft
  - Ungarischen Röntgengesellschaft

## Publikationen (Auswahl)
- 1958: Angiographie der Nieren (zusammen mit Rudolf Herbst)
- 1974: Radiologische Diagnostik der Harnorgane
- 1987: Hrsg.: Digitale bildgebende Verfahren, integrierte digitale Radiologie (5. Grazer Radiologisches Symposium 8.–10. Oktober 1987)